# Пауэлл, Хайме
Хайме Эдуардо Пауэлл (исп. Jaime Eduardo Powell; 13 января 1953 — 1 февраля 2016) — аргентинский палеонтолог, описавший таксоны динозавров — зауроподов титанозавров Aeolosaurus и нашёл доказательства того, что у титанозавров есть остеодермы.

## Исследования
Пауэлл описал первые убедительные ископаемые свидетельства того, что у титанозавров были остеодермы. В 1987 году Хайме Пауэллом были названы и описаны род Aeolosaurus и вид Aeolosaurus rionegrinus.